# Mantispa capeneri
Mantispa capeneri är en insektsart som beskrevs av Eduard Handschin 1959. Mantispa capeneri ingår i släktet Mantispa och familjen fångsländor. Inga underarter finns listade i Catalogue of Life.